# Magnus Lönnqvist
Magnus Lönnqvist es un deportista finlandés que compitió en triatlón. Ganó una medalla en el Campeonato Europeo de Triatlón de Media Distancia de 1985, y dos medallas en el Campeonato Europeo de Triatlón de Larga Distancia en los años 1985 y 1986.

## Palmarés internacional
| Campeonato Europeo | Campeonato Europeo   | Campeonato Europeo | Campeonato Europeo |
| Año                | Lugar                | Medalla            | Prueba             |
| ------------------ | -------------------- | ------------------ | ------------------ |
| 1985               | Aabenraa (Dinamarca) | Medalla de bronce  | Individual         |

| Campeonato Europeo | Campeonato Europeo    | Campeonato Europeo | Campeonato Europeo |
| Año                | Lugar                 | Medalla            | Prueba             |
| ------------------ | --------------------- | ------------------ | ------------------ |
| 1985               | Almere (Países Bajos) | Medalla de bronce  | Individual         |
| 1986               | Säter (Suecia)        | Medalla de oro     | Individual         |